# クラウジオ・ルイス・ホドリゲス・パリシ・レオネウ
クラウジーニョ（Claudinho）ことクラウジオ・ルイス・ホドリゲス・パリシ・レオネウ（ポルトガル語: Cláudio Luiz Rodrigues Parise Leonel、1997年1月28日 - ）は、ブラジル・サンパウロ州サン・ヴィセンチ出身のサッカー選手。アル・サッド所属。ポジションはMF。

## クラブ歴

### コリンチャンス
2003年に6歳でサントスFCの下部組織に加入。2015年7月にサントスのU-17チームからSCコリンチャンス・パウリスタのU-20チームに引き抜かれプロ契約を締結した。同年、トップチームはカンピオナート・ブラジレイロ・セリエAを制したが、彼自身はベンチ入りの機会こそあれど出場する事は出来ずじまいであった。2016年はコパ・サンパウロ・ジ・フチボウ・ジュニオールで準優勝し、3月19日にカンピオナート・パウリスタで後半にアンドレに代わって投入され、プロ初出場を記録した。
2016年6月3日にカンピオナート・ブラジレイロ・セリエBのCAブラガンチーノに半年の期限付き移籍。18試合に出場したが、クラブは降格した。
2017年はカンピオナート・パウリスタの間はECサント・アンドレで過ごし、2月12日には移籍元のコリンチャンスから1得点を奪い2-0の勝利に貢献した。

### ポンチ・プレッタ
2017年5月18日に2年半契約でカンピオナート・ブラジレイロ・セリエA所属のAAポンチ・プレッタに移籍、ポンチ・プレッタは保有権の50%を買い取った。10日後の試合でリンスに代わって途中出場し移籍後初出場およびカンピオナート・ブラジレイロ・セリエA初出場となった。
2018年1月9日、カンピオナート・パウリスタの期間中レッドブル・ブラジルに期限付き移籍。4月11日にはカンピオナート・ブラジレイロ・セリエBのオエステFCに期限付き移籍したが、8月に期限付き移籍は打ち切られ、再びレッドブル・ブラジルに期限付き移籍した。

### レッドブル・ブラガンチーノ
2019年4月24日、レッドブル・ブラジルがCAブラガンチーノと合併しレッドブル・ブラガンチーノとなると、彼はレッドブル・ブラガンチーノに期限付き移籍となった。2019年のカンピオナート・ブラジレイロ・セリエBではレギュラーとして10得点を記録し昇格、そのシーズン中である9月半ばにポンチ・プレッタから所有権を買い取り2023年までの契約を締結して完全移籍した。
2020年もレギュラーとして活躍、8月9日にカンピオナート・ブラジレイロ・セリエA初得点を記録すると、合計18得点を記録して得点王に輝いた。2021年1月6日にはシーズン中ではあったが、その活躍から2024年まで契約を延長した。このシーズンの彼は得点王の他にも新人賞、ボーラ・ジ・オーロ、クラッキ・ド・ブラジレイロンを獲得し、タイトルを総なめした。

### ゼニト
2021年8月7日、ロシアのFCゼニト・サンクトペテルブルクに完全移籍で加入した。

### アル・サッド
2025年1月22日、アル・サッドに移籍した。

## タイトル

### 代表
ブラジル代表
- 2020年東京オリンピック（2021年）